# Angelo Infanti
Angelo Infanti (n. 16 februarie 1939, Zagarolo, Lazio, Regatul Italiei – d. 12 octombrie 2010, Tivoli, Lazio, Italia) a fost un actor italian de film. El a apărut în mai mult de 90 de filme între anii 1961 și 2010.

## Biografie
Infanti este cel mai bine cunoscut publicului neitalian ca Fabrizio din filmul Nașul. Fabrizio era garda de corp a lui Michael Corleone, în timpul are a fost ascuns în Sicilia. Fabrizio îl trădează pe Michael, punându-i în mașină o bombă care va exploda, ucigând-o pe noua mireasă a liderului mafiot. În roman Fabrizio este ulterior împușcat mortal ca răzbunare pentru crima săvârșită. Această secvență a fost filmată, dar tăiată din varianta finală înainte de lansarea filmului în cinematografe. Ea apare în varianta The Godfather: A Novel for Television (1977), care a combinat primele două filme - Nașul și Nașul: Partea a II-a, adăugând secvențe care au fost anterior tăiate și relatând povestea în ordine cronologică începând cu copilăria lui Vito Andolini în Sicilia. Ulterior, Infanti îl va interpreta pe mafiotul sicilian Sante Cirrinà în prima serie a serialului TV italian Caracatița.
A murit în anul 2010 din cauza unui stop cardiac.

## Filmografie
- Io bacio... tu baci (1961)
- Beautiful Families (1964) - (segmentul „Il principe azzurro”)
- Bianco, rosso, giallo, rosa (1964) - Un cortigiano
- Con rispetto parlando (1965)
- La ragazzola (1965) - Alberto
- 4 Dollars of Revenge (1966) - Barry Haller
- Secret Agent Super Dragon (1966)
- Ischia operazione amore (1966) - Peppiniello Capatosta
- Ballada per un pistolero (1967) - Hud
- Tiffany Memorandum (1967) - Pedro Almereyda / Max Schultz
- Gungala, the Black Panther Girl (1968) - Morton
- Silvia e l'amore (1968)
- Amore o qualcosa del genere (1968) - Bruno
- Le 10 meraviglie dell'amore (1969) - Pericle
- The Appointment (1969) - Antonio
- Le lys de mer (1969)
- Children of Mata Hari (1970) - Jean / Gianni
- The Breach (1970) - dr. Blanchard
- Fragment of Fear (1970) - Bruno
- A Man Called Sledge (1970) - Prisoner (necreditat)
- Le Juge (1971) - Buck Carson
- 1971 Le Mans - Lugo Abratte
- 1971 Io non vedo, tu non parli, lui non sente - Claude Parmentier
- 1971 Frumos, onest, emigrat în Australia (Bello, onesto, emigrato Australia sposerebbe compaesana illibata), regia Luigi Zampa
- 1972 The Valachi Papers  - Lucky Luciano
- 1972 This Kind of Love - Bernardo
- 1972 Nașul - Fabrizio - secvența siciliană
- 1973 Les hommes (1973) - Ange Leoni
- 1973 Piedone - comisarul fără armă - Ferdinando Scarano „O'Barone”
- 1973 War Goddess - Theseus
- 1974 Giuda uccide il venerdì
- 1974 And Now My Love - A Stud
- 1974 The Girl in Room 2A - Frank Grant
- 1975 Black Emanuelle - Gianni Danieli
- 1975 Contele de Monte Cristo - Jacopo
- 1975 Jackpot
- 1976 Cei 13 de la Barletta - Graziano d'Asti
- Ab morgen sind wir reich und ehrlich (1976) - Nino Andreotti
- Black Emanuelle 2 (1976) - Paul
- Corsarul negru (1976) - Morgan
- 1977 Polițistul pilot de curse (Poliziotto sprint) - Jean-Paul Dossena / „Nizzardo” (Grozavul)
- The Rip-Off (1978) - inspectorul
- John Travolto... da un insolito destino (1979) - Raoul
- Ammazzare il tempo (1979)
- 1979 Piedone în Egipt - Hassan
- Savage Breed (1980) - Carlo Esposito
- Bianco, rosso e Verdone (1981) - playboy-ul
- The Dirty Seven (1982) - Falk
- Talcum Powder  (1982) - Cesare Cuticchia / Manuel Fantoni
- Journey with Papa (1992) - Gianni
- Attila flagello di Dio (1982) - Fusco Cornelio
- The Scarlet and the Black  (1983) - Father Morosini
- The Story of Piera (1983) - Tito / Giasone
- The Black Stallion Returns (1983) - Raj's Father
- The Assisi Underground  (1985) - Giorgio Kropf
- Vediamoci chiaro (1985) - Gianluca
- Una spina nel cuore (1986) - Roberto Dionisotti
- The Inquiry (1986) - Trifone
- L'estate sta finendo (1987) - Antonio Bonomiti
- Sottozero (1987) - Antonio
- Netchaïev est de retour (1991) - Joseph
- Money (1991) - Romano
- The Escort (1993) - judecătorul Barresi
- Alto rischio (1993) - Sjberg
- La Vengeance d'une blonde (1994) - Giacomo Contini
- Carogne (1995) - Don Alfredo
- Diapason (2001) - Marcello
- The Nest (2002) - Abedin Nexhep
- The Cruelest Day (2003) - Marocchino
- Il punto rosso (2006) - Burattinaio
- Il seme della discordia (2008) - tatăl Veronicăi
- Many Kisses Later (2009) - tatăl Elisei
- Letters to Juliet (2010) - șahistul Lorenzo
- Backward (2010) - Luigi
- Prigioniero di un segreto (2010)

## Legături externe
- Angelo Infanti la Internet Movie Database
- Angelo Infanti la Allmovie